# 4126 Mashu
4126 Mashu este un asteroid din centura principală, descoperit pe 19 ianuarie 1988 de Kin Endate și Kazuo Watanabe.